# Реферативний журнал ВІНІТІ РАН
Реферативний журнал ВІНІТІ РАН — радянський і російський реферативний журнал, що видається у різних галузях науки і техніки з 1953 року. У понад 200 тематичних випусках журналу (з періодичністю 1-2 рази на місяць) публікуються реферати на основі обробки біля одного мільйона документів (дисертацій, журналів, книг) щорічно з 130 країн світу на 66 мовах в галузі точних, природничих, медичних і технічних наук.

## Зведені томи РЖ
191 випуск РЖ об'єднано в 24 зведені томи по розділах наук (інші 41 виходять окремими випусками), у тому числі, в наступних галузях:
- Автоматика і обчислювальна техніка. Радіотехніка. Зв'язок. Електроніка
- Астрономія. Геодезія. Космічні дослідження. Дослідження Землі з космосу
- Біологія. Біотехнологія. Біонанотехнології. Біонаноматеріали
- Географія. Геофізика
- Геологія. Гірська справа
- Інформатика
- Видавнича справа і поліграфія
- Математика. Обчислювальні науки
- Машинобудування.
- Медицина
- Металургія. Зварювання
- Метрологія і вимірювальна техніка
- Механіка
- Забезпечення безпеки в надзвичайних ситуаціях
- Охорона довкілля і відтворення природних ресурсів
- Транспорт
- Фізика
- Хімія і хімічна технологія
- Економіка і управління
- Електротехніка
- Енергетика

РЖ випускається як у друкованій, так і в електронній формах.

Зведені томи і окремі випуски РЖ мають авторські, предметні і патентні річні покажчики. Деякі зведені томи мають спеціалізовані покажчики (формульний, географічний та ін.)

До опрацьовуваних публікацій належать: статті з них видань; книги і їх глави; праці наукових конференцій; картографічні і фірмові видання; зарубіжні дисертації; патентні і нормативно-технічні документи; задепоновані наукові праці.

Реферати розташовані згідно з Рубрикатором ВІНІТІ РАН; кожен реферат має порядковий номер усередині відповідного випуску.

### Структура реферату
Кожен реферат має наступну стандартизовану структуру опису:
- Порядковий номер реферату (наприклад: 97.03-04М5.961.)
- Заголовок російською мовою
- Заголовок мовою оригіналу
- Автори
- Скорочена назва видання (реферованого журналу, книги)
- Рік публікації
- Том
- Випуск
- Сторінки статті
- Мова першоджерела
- Реферат
- Адреса першого автора
- Бібліографія

### Ресурси Інтернету
- Официальный сайт ВИНИТИ
- Основные продукты и услуги ВИНИТИ
- Реферативный журнал ВИНИТИ РАН в электронной форме
- База данных (БД) ВИНИТИ РАН
- Электронный каталог научно-технической литературы в ВИНИТИ РАН.